# Amtsbezirk Seitenstetten
Der Amtsbezirk Seitenstetten war eine Verwaltungseinheit im Mostviertel in Niederösterreich.
Der Amtsbezirk war der Kreisbehörde in St. Pölten unterstellt und besorgte deren Amtsgeschäfte vor Ort. Die Zuständigkeit erstreckte sich neben Seitenstetten auf die damaligen Gemeinden Abetzberg, Aschbach, Oberaschbach, Biberbach, Bubendorf, Mitterhausleiten, St. Johann, Kürnberg, Krenstetten, Meilersdorf, St. Michael, St. Peter in der Au, Weistrach und Wolfsbach.
Der Amtsbezirk umfasste dabei 16 Gemeinden mit 12.277 Einwohnern (lt. Zählung von 1851).